# Mary Goelet
Mary Goelet, duchessa di Roxburghe (New York, 6 ottobre 1878 – Londra, 26 aprile 1937), è stata una socialite ed ereditiera statunitense.

## Biografia
Mary era la figlia di Ogden Goelet, un pronipote di Peter Goelet ed erede di una delle più grandi fortune del tempo, e di sua moglie, Mary Wilson. Il suo unico fratello, Robert Wilson Goelet, fece costruire Glenmere mansion.
Attraverso sua madre, era una nipote di Richard Thornton Wilson, Jr., di Grace Graham Wilson Vanderbilt e Cornelius Vanderbilt III. Attraverso suo padre, era una nipote di Robert Goelet e una cugina di primo grado di Robert Walton Goelet.

## Matrimonio
Nel 1897, si diceva che fosse fidanzata con William Montagu. In seguito sposò un'altra ragazza americana, Helena Zimmerman, figlia di Eugene Zimmerman, nel 1900.
Il 10 novembre 1903 sposò Henry Innes-Ker, VIII duca di Roxburghe (1876-1932), figlio di James Innes-Ker, VII duca di Roxburghe e di Lady Emily Anne Spencer-Churchill, la quarta figlia di John Spencer-Churchill, VII duca di Marlborough. Ebbero un figlio:
- George Innes-Ker, IX duca di Roxburghe (1913-1974)[13]

La coppia si stabilì a Floors Castle, dove Mary decorò la fortezza con la sua collezione di opere d'arte tra cui una serie inestimabile di arazzi manifatturieri dei Gobelins del XVII secolo. Al momento del suo matrimonio con il duca di Roxburghe, era la più ricca ereditiera americana, con una dote di venti milioni di dollari, superata solo da Consuelo Vanderbilt.
Nel 1929, ereditò $ 3,000,000 dal patrimonio di sua madre dopo la sua morte, così come la collezione d'arte di Goelet.

## Morte
Mary morì il 26 aprile 1937 a Londra.